# Каміль Вільчек
Каміль Вільчек (пол. Kamil Wilczek, нар. 14 січня 1988, Водзіслав-Шльонський) — польський футболіст, нападник клубу «П'яст» (Гливиці).

## Клубна кар'єра
Вихованець футбольної школи клубу «Водзіслав-Шльонський». У дорослому футболі дебютував 2005 року виступами за команду клубу «Сілезія» (Любомія), в якій провів один сезон.
Згодом з 2006 по 2010 рік грав у складі команд клубів «Орадада», «Ельче Ілісітано», «ГКС Ястшембе» та «П'яст» (Гливиці).
Своєю грою за останню команду привернув увагу представників тренерського штабу клубу «Заглембе» (Любін), до складу якого приєднався 2010 року. Відіграв за команду з Любіна наступні три сезони своєї ігрової кар'єри.
Протягом 2013—2015 років знову захищав кольори команди клубу «П'яст» (Гливиці). До складу клубу «Карпі» приєднався 2015 року.
Влітку 2016 уклав контракт із данським клубом «Брондбю». У квітні 2018 стає чемпіоном Данії. 10 травня 2018 відзначається голом у фінальному матчі Кубка Данії. У грудні 2018 Вільчек уклав новий дворічний контракт з «Брондбю». В останньому сезоні у складі данської команди Каміль став найкращим бомбардиром чемпіонату.
22 січня 2020 Каміль уклав однорічний контракт з турецькою командою «Гезтепе».

## Виступи за збірні
2006 року дебютував у складі юнацької збірної Польщі, взяв участь у 4 іграх на юнацькому рівні, відзначившись одним забитим голом.
Протягом 2009—2010 років його залучали до складу молодіжної збірної Польщі. На молодіжному рівні зіграв у 8 офіційних матчах.

## Статистика виступів

### Статистика виступів за збірну
Станом на 10 листопада 2017
| Дата       | Місто   | Господарі | Результат | Гості    | Турнір            | Голи | Примітки |
| ---------- | ------- | --------- | --------- | -------- | ----------------- | ---- | -------- |
| 11-10-2016 | Варшава | Польща    | 2 – 1     | Вірменія | Відбір до ЧС 2018 | -    | 85'      |
| 14-11-2016 | Вроцлав | Польща    | 1 – 1     | Словенія | товариський матч  | -    | 46'      |
| 10-11-2017 | Варшава | Польща    | 0 – 0     | Уругвай  | товариський матч  | -    | 67'      |
| Усього     |         | Матчів    | 3         |          | Голів             | 0    |          |

## Титули і досягнення

### Клубні
- Володар Кубка Данії (1):

«Брондбю»: 2017-18

### Особисті
- Найкращий бомбардир чемпіонату Польщі 2014—2015 — 20 голів.[6]
- Найкращий бомбардир чемпіонату Данії 2019—2020 — 17 голів.